# Omar Karami
Omar Abdul Hamid Karami (àrab: عمر كرامي, ʿUmar Karāmī) (An Nouri, prop de Trípoli, 7 de setembre de 1934 - Beirut, 1 de gener de 2015) va ser el primer ministre del Líban. Va servir com a primer ministre la primera vegada des del 24 de desembre de 1990, quan Selim al-Hoss va deixar el lloc, fins al 13 de maig de 1992, quan va dimitir després de manifestacions massives quan va col·lapsar la Lliura libanesa. Va prendre el comandament una altra vegada el 21 d'octubre de 2004 i va dimitir el 28 de febrer de 2005 entre protestes després de l'assassinat del primer ministre anterior, Rafik Hariri.
Era fill del polític libanès Abdul Hamid Karami i germà del polític libanès Rashid Karami, assassinat el 1987. Omar va entrar en política després de l'assassinat de Rashid. Ha estat membre del parlament com a representant de Trípoli des de 1991. Recolza la influència de Síria en la política del Líban.
Després de l'assassinat del primer ministre anterior, Rafik Hariri, el 2005, l'oposició del país va acusar Síria com a autors de l'assassinat, i va exigir que Síria tragués les seves tropes del Líban, la qual cosa el govern pro-sirià de Karami es va oposar. Alguns líders fins i tot van acusar al mateix govern de Karami d'estar involucrat en l'assassinat. Malgrat una llei contrària a les manifestacions, aquestes van proliferar a Beirut, i l'oposició va fer plans d'exigir un vot de no-confiança. Karami va anunciar el 28 de febrer de 2005 que el seu govern dimitia, encara que es quedaria en un paper temporal.
Deu dies després de la seva dimissió, després de manifestacions a Beirut que van recolzar a Síria, el President del Líban Émile Lahoud va nomenar a Karami de nou primer ministre el 10 de març i va demanar que formés un nou govern. Recolzat per la majoria dels representants, Karami va demanar que tots els partits s'ajuntessin per formar un govern d'unitat nacional.